# Thomas Davey

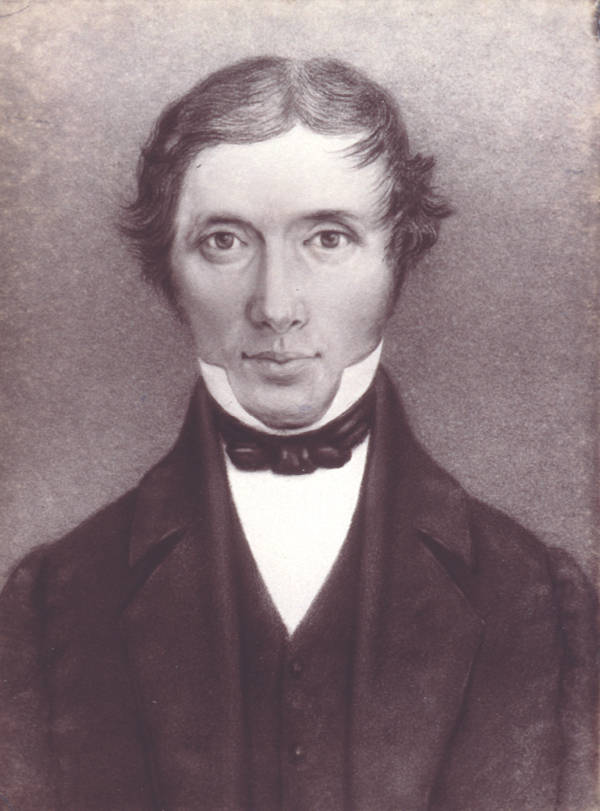
Thomas Davey

Thomas Davey (* 1758 in Tiverton, Vereinigtes Königreich; † 2. Mai 1823 in London) war ein britischer Offizier und von 1813 bis 1817 Vizegouverneur von Van-Diemens-Land (heute Tasmanien). Er war – nach David Collins – der zweite Vizegouverneur, der offiziell ernannt wurde, und der erste, der für die ganze Kolonie Van-Diemens-Land (Nord- und Südhälfte) verantwortlich war.

## Leben
Thomas Davey wurde als Sohn von John Davey, eines aus Crediton stammenden Müllers, und seiner Frau Temperance Wynes im Jahr 1758 geboren. 1778 konnte Davey durch den Einfluss seines Vaters eine Offizierslaufbahn bei den Royal Marines antreten. Als Second Lieutenant diente er 1779 an Bord der HMS Vengeance in Nordamerika und 1780 auf der HMS Preston in Westindien. 1787 segelte er als Freiwilliger an Bord der First Fleet nach Australien. Nachdem er sich vergeblich um eine eigene Kompanie innerhalb des New South Wales Corps bemüht hatte, kehrte er nach England zurück. In den folgenden Jahren wurde er zum Kapitän befördert und diente auf Schiffen in Europa und Nordamerika. Erwähnenswert sind sein Einsatz bei der Meuterei auf der Nore 1797, als er half, dieses Schiff zurückzugewinnen, das meuternde Matrosen in ihre Gewalt gebracht hatten, sowie seine Teilnahme an der Seeschlacht bei Camperduin im selben Jahr. 1805 nahm er an der Schlacht von Trafalgar teil und war bis 1811 in den Rang eines Majors der Royal Marines aufgestiegen.
Nach dem Tod David Collins wurde Davey 1811 – anscheinend durch Unterstützung seines lebenslangen Förderers Lord Harrowby – zum Vizegouverneur von Van-Diemens-Land ernannt. Dennoch macht er sich erst im Juni 1812 mit seiner Frau und seinen Kindern nach Australien auf; die Gründe für die Verzögerung sind nicht bekannt. Bis Februar 1813 hielt sich Davey in Sydney auf. Lachlan Macquarie, der als Gouverneur von New South Wales auch für die restlichen australischen Kolonien verantwortlich war, fiel dabei an Davey sein „außergewöhnliches Maß an Leichtsinnigkeit und Possenreißerei“ auf. Macquarie, der zudem durch eine Nachricht des Staatssekretärs Henry Goulburn vor Daveys Charakter gewarnt worden war, schränkte die Rechte Daveys stark ein. So durfte er beispielsweise keine Schecks zulasten des britischen Schatzamts ausstellen, keine Ländereien vergeben und keine Verträge ohne Genehmigung des Gouverneurs abschließen.
Davey traf schließlich 1813 schließlich mit seiner Familie in Hobart ein. 1814 wurde ihm von Macquarie bescheinigt, seine Aufgaben im Wesentlichen korrekt auszuführen. Während seiner Amtszeit wurde der Hafen von Hobart und Georgetown für den Handel geöffnet und die erste Zeitung, die Hobart Town Gazette, kam in Druck. Überwiegend wird Davey allerdings als ungeeignet für sein Amt beschrieben. Darüber hinaus soll er stark dem Alkohol zugesprochen haben; so soll er den Blow My Skull, einen Punsch aus Rum, Brandy und Portwein, erfunden haben.
Aufgrund immer weiter zunehmender Übergriffe durch marodierende Banden („bushrangers“, meist Gruppen von entflohenen Sträflingen) bat Davey Macquarie darum, einen eigenen Gerichtshof in Hobart einrichten zu dürfen, um die Kriminellen vor Ort aburteilen zu können. Macquarie lehnte dies allerdings ab, woraufhin Davey im April 1815 das Standrecht erklärte. Macquarie beschwerte sich nun mehrfach bei der englischen Regierung, bezeichnete Davey als trunksüchtig, korrupt und inkompetent, und forderte die Ablösung Daveys durch Joseph Foveaux. Im April 1816 wurde schließlich die Absetzung Daveys beschlossen. Davey – der auf die Nachricht sehr zufrieden reagiert haben soll – erhielt eine Abfindung von 3.000 acres Land, die auf Daveys Forderungen hin noch auf 8.000 acres erhöht wurde. Am 8. März 1817 übergab er sein Amt an den Nachfolger William Sorell. In der Folgezeit hatte er allerdings kein Glück; er starb 1823 in London und hinterließ einen Besitz von weniger als 20 £.